# Paris i tjugonde seklet
Paris i tjugonde seklet, (franska: Paris au XXe siècle), är en roman av Jules Verne. Den skrevs 1860, gavs postumt ut i Frankrike 1994 och översattes till svenska 1996.
Förläggaren Pierre-Jules Hetzel fick romanen på sitt skrivbord redan 1860, men tyckte att det vore "katastrofalt" för Jules Vernes namn att ge ut den. Därför blev den refuserad, och så småningom bortglömd. Man trodde länge att romanen var försvunnen för alltid, men 1989 hittades den i ett kassaskåp tillhörande Jules Vernes ättlingar. Romanen publicerades först 1994 i hemlandet, och översattes och gavs ut i Sverige 1996. Den svenska utgåvan saknade dock illustrationerna från originalupplagan, vilka var utförda i samma stil som övriga böcker av Verne är illustrerade.

## Utgivning
- Verne, Jules (1994). Paris au xxe siècle Paris: Hachette / Le Cherche midi. illustrationer: François Schuiten. ISBN 2-01-235118-2
  - Verne, Jules; Stolpe Jan (1996). Paris i tjugonde seklet. Stockholm: Norstedt. ISBN 9119626029 (svenska)